# Nimrod-ekspeditionen 1907–09
Nimrod-ekspeditionen (engelsk: The British Antarctic Expedition 1907–09, alment kendt som The Nimrod Expedition) var den første af tre ekspeditioner, som Ernest Shackleton ledede til Antarktis. Hovedmålet var at blive først til at nå Sydpolen, endvidere havde ekspeditionen en række geografiske og andre videnskabelige formål. Ekspeditionen nåede 88° 23' sydlig bredde, til da det sydligste punkt nået af mennesker og kun 97 nautiske mil (180 km) fra Sydpolen. De fleste beretninger om ekspeditionen opgiver afstanden "97 miles" uden at opgive tilsvarende i engelske miles; symbolikken af at være indenfor 100 miles fra Sydpolen blev anset som vigtigst af alle. Ekspeditionen var den første til at bestige Mount Erebus, den næsthøjeste vulkan i Antarktis, og en separat gruppe ledet af den walisisk-australske geolog og professor Edgeworth David nåede den beregnede position for den magnetiske sydpol.
Nimrod-ekspeditionen fik hverken statslig eller institutionel støtte og blev afhængig af private lån og bidrag fra enkeltpersoner. Den blev derfor hæmmet af finansielle problemer, og forberedelserne blev forceret. Ekspeditionens skib, Nimrod, var under den halve størrelse af Discovery, som Robert Falcon Scott havde brugt på Discovery-ekspeditionen 1901–04, og Shackletons mandskab manglede relevant erfaring. Der opstod en uoverensstemmelse med Scott på grund af Shackletons beslutning om at lægge basen for ekspeditionen nær Scotts gamle hovedkvarter ved McMurdo-sundet, i strid med et løfte til Scott om ikke at gøre det. Selv om ekspeditionen i udgangspunktet holdt en meget lavere profil end Scotts ekspedition seks år tidligere, tiltrak resultaterne sig landsomfattende interesse og gjorde Shackleton til en nationalhelt. Den videnskabelige gruppe udførte omfattende geologiske, zoologiske og meteorologiske undersøgelser. Shackletons transportmidler, bestående af manchuriske ponyer, et motorkøretøj og hundeslæder, var nyvindinger, som til trods for begrænset succes blev kopieret af Scott under hans skæbnesvangre Terra Nova-ekspedition tre år senere.
Da ekspeditionen vendte hjem, overvandt Shackleton den tidligere skepsis fra Royal Geographical Society og modtog mange offentlige æresbevisninger, herunder at blive adlet af Kong Edward VII. Han opnåede kun beskeden økonomisk gevinst fra denne ekspedition, og var i sidste ende afhængig af et offentlig tilskud for at kunne dække sine forpligtelser.
Det gik ikke mere end tre år, før hans sydlige rekord blev slået, da Roald Amundsen den 14. december 1911 nåede Sydpolen. I sine erindringer skrev Amundsen imidlertid: "Sir Ernest Shackletons navn vil for alltid stå risset i den antarktiske forsknings historie med flammende bokstaver".

## Baggrund
Shackleton deltog som underofficer på Scotts første antarktisekspedition fra 1901 til 1903. Under denne ekspedition gjorde Scott sammen med Shackleton og Edward Wilson et mislykket forsøg på at nå Sydpolen. Ifølge Scotts dagbogsoptegnelser blev Shackleton så syg af skørbug, at han måtte transporteres på slæde over længere strækninger under hjemrejsen mellem 21. og 30. januar 1903.
Til trods for, at Shackleton hurtigt blev frisk igen efter, at de var kommet til basen ved Hut Point, sendte Scott ham tilbage til England imod Shackletons eget ønske – med en søgt begrundelse om, at han var tjenesteudygtig. Man kan bare spekulere over Scotts egentlige motiver. Enkelte historikere, som Beau Riffenburgh og Hugh Robert Mill, ser det som ironisk, at den egenrådige, utålmodige og lidet fleksible Scott af alle mennesker skulle vælge Shackleton som ledsager. Karaktermæssigt var han Scotts direkte modsætning, og tillige ikke særlig underdanig. Ekspeditionslederen kan også have været jaloux på den anerkendelse, de andre ekspeditionsmedlemmer viste Shackleton (specielt Scotts nærmeste medarbejder, Edward Wilson). Endvidere skal Scott have opfattet situationen således, at hans autoritet blev undergravet ved, at Shackleton stod på venskabelig fod med ekspeditionsdeltagere uden for officerskorpset. Der findes også belæg for en konflikt mellem Shackleton og Scott under sydpolsrejsen, som Edward Wilson valgte ikke at fortælle om.
Scotts skrev, at Shackleton ikke "burde udsættes for yderligere anstrengelser i sin nuværende sundhedstilstand". Shackleton følte dette som et personlig stigma, og kom tilbage til England fast besluttet på at bevise, at han, med ordene til "Discovery"s næstkommanderende Albert Armitage, var en "bedre mand end Scott". Han afslog imidlertid tilbuddet om en hurtig tilbagevenden til Antarktis som førsteofficer for "Discovery"s andet afløsningsskib, "Terra Nova", efter at have hjulpet til med at udstyre hende. Han bidrog også med at udstyre "Uruguay", som blev forberedt for at hjælpe Otto Nordenskjölds ekspedition, som sad fast i Weddellhavet. I løbet af de næste fem år, mens han bevarede håbet om at genoptage sin antarktiske karriere, søgte Shackleton andre muligheder og arbejdede i 1906 for industrimagnaten sir William Beardmore som kontaktperson.
Ifølge biografen Roland Huntford blev Shackletons stolthed yderligere såret ved henvisningerne til hans fysiske sammenbrud i Scotts beretning The Voyage of the Discovery, udgivet i 1905. Det blev da hans personlige mål at vende tilbage til Antarktis og udkonkurrere Scott. Han begyndte at se sig om efter potentielle støtter til en ekspedition. De oprindelige planer findes i et upubliceret dokument dateret begyndelsen af 1906. Disse indeholdt et regnskabsoverslag på 17.000 pund (i 2008 modsvarende ca. 1,3 millioner pund) for hele ekspeditionen. Han modtog det første løfte om finansiel støtte, da hans arbejdsgiver, Beardmore, i begyndelsen af 1907 tilbød 7.000 pund i lånegarantier. Med dette følte Shackleton sig tryg nok til at meddele sine planer til Royal Geographical Society (RGS) den 12. februar 1907. Shackleton følte, at det hastede, vel vidende at den polskfødte opdagelsesrejsende Henryk Arçtowski også planlagde en ekspedition. Denne blev meddelt til RGS samme dag som Shackletons planer, men Arçtowskis ekspedition blev aldrig gennemført.

## Forberedelser

### Indledende planer
I sin oprindelige, upublicerede plan planlagde Shackleton at benytte Discovery-ekspeditionens gamle hovedkvarter ved Hut Point i McMurdo-sundet som hovedbase. Derfra ville han forsøge at nå både den geografiske og den magnetiske sydpol. Han skitserede også andre ekspeditionsgrupper og et kontinuerligt program for videnskabelige arbejder. Denne tidlige plan viste også, at Shackleton ville bruge en kombination af hunde, ponyer og et specialudført motorkøretøj. Hverken ponyer eller motorkøretøjer var prøvet i Antarktis tidligere, men Frederick Jackson havde benyttet ponyer under Jackson-Harmsworth-ekspeditionen til Frans Josefs land i 1894-97. Shackleton var så overbevist om ponyernes egnethed, at han valgte at gå efter femten ponyer, som senere blev reduceret til ti. Han valgte ponyer til trods for uklare rapporter fra Jackson og i strid med konkrete råd fra Fridtjof Nansen.
Før han offentliggjorde sine planer for RGS i februar 1907, havde Shackleton revideret sine omkostningsestimater til et mere realistisk niveau, 30.000 pund (i 2008 svarende til ca. 2,3 millioner pund). Reaktionen fra RGS var imidlertid kølig. Shackleton fik senere vide, at RGS på denne tid var klar over Scotts ønske om at lede en ny ekspedition, og at man ønskede at forbeholde sin fulde støtte til Scott.

### "Nimrod"
Shackleton planlagde sin ankomst i Antarktis til januar 1908, hvilket indebar, at han måtte forlade England i løbet af sommeren 1907. Han havde derfor seks måneder på sig til at sikre finansieringen, skaffe og udruste et skib, købe alt udstyr og forsyninger, og at rekruttere mandskabet. I troen på, at han havde støtte fra den skotske forretningsmand Donald Steuart rejste Shackleton i april til Norge for at købe "Bjørn", et 700-tons polarskib, som ville have fungeret ideelt som et ekspeditionsskib.
Steuart trak imidlertid sin støtte til ekspeditionen tilbage således, at "Bjørn" ikke længere var økonomisk opnåelig for Shackleton. "Bjørn" blev til sidst solgt til den tyske opdagelsesrejsende Wilhelm Filchner, som omdøbte fartøjet til "Deutschland" og benyttede den på sin rejse til Weddellhavet i 1911-13. Shackleton måtte nøje sig med den ældre og lagt smallere "Nimrod", et 40 år gammelt sælfangerskib af træ på 334 registertons "Nimrod" var mindre end halvt så stor som "Discovery", et nybygget skib på 726 registertons som blev brugt af Scott under Discovery-ekspeditionen i 1901–04, som han formåede at anskaffe for 5.000 pund (i 2008 svarende til ca. 390.000 pund).
"Nimrod" kom til London fra Newfoundland i juni 1907, og Shackleton blev chokeret, da han så fartøjet for første gang: "Hun var meget nedslidt og lugtede stærkt af sælolie, og en inspektion [...] viste, at hun havde behov for en kalfatring og at masterne måtte fornyes." Men i hænderne på erfarne skibsbyggere fik hun hurtigt "et mere tilfredsstillende udseende". Senere rapporterede Shackleton, at han var blevet ret så stolt af det lille, robuste skib.

### Indsamling
Ved begyndelsen af juli 1907 havde Shackleton ikke skaffet meget finansiering ud over Beardmores garanti, og han manglede midler for at kunne fuldføre ombygningen af skibet. I midten af juli opsøgte han den filantropiske Edward Guinnes, jarl af Iveagh og leder for den engelsk-irske bryggerifamilie, som gik med på at garantere for 2.000 pund forudsat, at Shackleton fandt andre støtter, som kunne bidrage med yderligere 6.000 pund. Det lykkedes Shackleton at skaffe beløbet, og de ekstra midler inkluderede 2.000 pund fra Philip Brocklehurst, som betalte for at sikre sig en plads på ekspeditionen.
Selv om Shackletons fætter, William Bell, gav en gave på 4.000 pund i sidste øjeblik, var ekspeditionen fortsat langt fra de nødvendige 30.000 pund, men det var nu muligt at fuldføre ombygningen af "Nimrod". Indsamlingen fortsatte i Australien efter, at skibet ankom dertil. Yderligere 5.000 pund blev givet som en gave fra regeringen i Australien og regeringen på New Zealand bidrog med 1.000 pund. På grund af disse midler, og sammen med andre små lån og donationer, blev målet på 30.000 pund nået, skønt de totale omkostninger ved afslutningen af ekspeditionen var vokset til 45.000 pund ifølge Shackletons estimater. Det førte til at den britiske regering måtte garantere for 20.000 pund, for at Shackleton kunne svare sine garantigivere, og det antages, at enkelte af lånene blev afskrevet.
Shackleton forventede at tjene store summer på sin bog om ekspeditionen og fra forelæsninger. Han havde også håbet at tjene på salg af specielle frimærker poststemplede det antarktiske postkontoret som Shackleton, udnævnt til midlertidig postmester af New Zealands regering, planlagde at etablere der. Ikke noget af dette gav de forventede indtægter, selv om postkontoret blev sat op ved Kapp Royds og brugt til ekspeditionens post (et antarktisk postkontor var blevet etableret på Sydorkney-øerne i 1904 ved Orcadas meteorologiske station, oprettet af William Speirs Bruces Scotica-ekspedition.

### Personel
Shackleton håbede at rekruttere et stærk kontingent fra Discovery-ekspeditionen og tilbød sin tidligere kammerat Edward Wilson stillingen som chefforsker og næstkommanderende. Wilson afslog imidlertid dette tilbud og henviste til sit arbejde i landbrugsdepartementets komite for undersøgelse af rypesygdom. Afslag fik han også fra de tidligere "Discovery"-kolleger Michael Barne, Reginald Skelton og til sidst George Mulock, som utilsigtet havde afsløret for Shackleton, at officererne på "Discovery" havde forpligtet sig til Scott og hans endnu ikke kundgjorte planer. De eneste fra "Discovery", som kom med Shackleton, var kvartermestrene Frank Wild og Ernest Joyce. Angivelig havde Shackleton fået øje på Joyce på topdækket på en bus, da den passerede ekspeditionens kontor i London, hvorpå nogen blev sendt for at hente ham.
Shackletons næstkommanderende - selv om dette ikke blev afklaret før ekspeditionen nåede Antarktis - var Jameson Boyd Adams, en løjtnant i Royal Naval Reserve som havde afslået en officersudnævnelse for at komme med Shackleton. Han skulle også fungere som ekspeditionens meteorolog. "Nimrod"s kaptajn var en anden reserveofficer i Royal Naval Reserve, Rupert England. Den 23 år gamle John King Davis, som senere skulle få sin egen karriere som kaptajn i Antarktis, blev udnævnt til styrmand i sidste øjeblik. Aeneas Mackintosh, en handelsflådeofficer fra rederiet P&O, var oprindeligt udpeget til førstestyrmand, men blev senere flyttet over til landgruppen. Andre i landgruppen var de to kirurger Allistair Mackay og Eric Marshall, motoreksperten Bernard Day og Sir Philip Brocklehurst, det betalende medlem som blev taget med som assisterende geolog.
Den lille videnskabelige gruppe, som rejste fra England, omfattede også den 41 årige biolog James Murray og den 21 årige geolog Raymond Priestley, senere grundlægger af Scott Polar Research Institute. To vigtige tilføjelser til ekspeditionen blev gjort i Australien. Den første af disse var Edgeworth David, professor i geologi ved University of Sydney, som blev gruppens vigtigste videnskabelige officer. Den anden var Davids tidligere elev Douglas Mawson, lektor i mineralogi ved University of Adelaide. Begge havde oprindeligt planlagt at sejle til Antarktis og derefter direkte tilbage med "Nimrod", men blev overtalt til at blive ligestillede medlemmer af ekspeditionen. David havde været en vigtig brik, når det gjaldt at sikre den australske regerings bidrag på 5.000 pund. Før afrejsen til Antarktis i august 1907 tog Joyce og Wild et lynkursus i trykkemetoder; Shackletons intention var at udgive en bog eller et blad, mens ekspeditionen var i Antarktis.

## Et løfte til Scott
Shackletons meddelelse i februar 1907 om, at han agtede at lægge basen for sin ekspedition ved det gamle hovedkvarter for "Discovery", blev bemærket af Scott, som på dette tidspunkt ikke havde offentliggjort sine planer om en ny ekspedition. I et brev til Shackleton hævdede Scott sine rettigheder til McMurdo-sundet. "Jeg føler jeg har en slags ret til mit eget arbejdsområde" skrev han, og tilføjede: "enhver, som har haft med udforskning at gøre, vil se dette område hovedsagelig som mit". Han afsluttede med at påminde Shackleton om hans pligt og loyalitet over for sin tidligere overordnede.
Shackletons første svar var imødekommende: "Jeg ønsker at følge dit synspunkt så langt som muligt uden at havne i en position, som vil være uholdbar for mig selv". Imidlertid tog Edward Wilson, som var bedt af Shackleton om at mægle, en hårdere linje end Scott. "Jeg synes du burde trække dig fra McMurdo-sundet" skrev han, og rådede Shackleton til ikke at lægge nogen planer om at arbejde fra noget sted i området ved Rosshavet, før Scott havde bestemt "hvilke grænser han satte på sine egne rettigheder". Til dette svarede Shackleton: "Der er ingen tvivl i min sjæl om at hans rettigheder ender med basen han bad om [...] Jeg anser at have nået min grænse og jeg går ikke længere".
Sagen var fortsat uden løsning, da Scott vendte tilbage fra tjeneste på søen i maj 1907. Scott pressede på for at trække en linje med afgrænsning ved 170°V - alt vest for den linje, inklusiv Ross-øen, McMurdo-sundet og Victoria Land, skulle være reserveret til Scott. Shackleton, som havde andre bekymringer hængende over sig, følte sig forpligtet til at gå med på dette. Den 17. maj undertegnede han en erklæring, som sagde, at "jeg overlader McMurdobasen til dig", og at han skulle søge land længere mod øst, enten ved Hvalbugten, som blev aflagt et kort besøg under "Discovery"-ekspeditionen, eller ved King Edward VII Land. Han skulle ikke røre kysten af Victoria Land i det hele taget.
Dette var en kapitulation over for Scott og Wilson og betød, at ekspeditionens mål om at nå den magnetiske sydpol i Victoria Land måtte opgives. Polarhistorikeren Beau Riffenburgh mener, at dette var "et løfte som etisk set aldrig skulle have været afkrævet, og som aldrig skulle være blevet givet, så stor påvirkning som det kunne have på hele sikkerheden for Shackletons ekspedition". Denne tvist forværrede forholdet mellem de to mænd og førte til fuldstændig brud mellem Shackleton og den tidligere ven Wilson. De beholdt imidlertid en høflig tone i offentligheden.
I sin beretning om ekspeditionen nævner Shackleton ikke striden med Scott. Han fastslår bare, at "før vi forlod England havde jeg bestemt, at hvis muligt ville jeg etablere min base i King Edward VII Land i stedet for [...] McMurdo-sundet".

## Ekspeditionen

### Rejsen sydover
Efter at skibet var inspiceret af kong Edvard 7. og dronning Alexandra, sejlede "Nimrod" af sted den 11. august 1907. Shackleton blev tilbage på grund af forretninger i forbindelse med ekspeditionen, og han og andre medlemmer fulgte efter i hurtigere skibe. Hele følget blev samlet i New Zealand, klar til skibets afgang til Antarktis på første nytårsdag 1908. For at spare værdifuldt brændstof havde Shackleton arrangeret med den newzealandske regering, at "Nimrod" skulle slæbes ud til den antarktiske polarcirkel, en afstand på omkring 1.400 nautiske mil (2.600 km), og at omkostningerne ved slæbningen skulle deles mellem regeringen og Union Company. Den 14. januar blev slæbet afsluttet, og de havde da de første isbjerge indenfor synsvidde. "Nimrod" fortsatte sydover for egen motorkraft mod den flydende pakis med kurs mod barrierefjorden, hvor "Discovery" seks år tidligere havde ligget, mens Scott og Shackleton havde udført eksperimentelle ballonflyvninger.
Barrieren (senere kendt som Rossbarrieren) blev observeret den 23. januar, men indløbet var forsvundet. Kanten af barrieren havde ændret sig betydeligt de sidste år, og den del, hvor indløbet lå, havde brudt sig løs således, at der var blevet dannet en stor bugt. Shackleton gav denne navnet Hvalbugten på grund af det store antal af hvaler, som blev set der. Shackleton var ikke forberedt på at risikere en overvintring på en barriereoverflade, som måske kunne kælve ud i havet, så han satte kursen mod King Edward VII Land. Efter gentagne forsøg på at nærme sig kysten af King Edward VII Land, og med hastigt bevægende is, som truede med at lukke skibet inde, var "Nimrod" tvunget til retræte. Shackletons eneste valg nu, udover at opgive ekspeditionens mål, var at bryde løftet, som han havde givet Scott. Den 25. januar gav han ordre til, at skibet skulle sætte kursen mod McMurdo-sundet.

### Kap Royds

#### Etablering af basen
Ved ankomst i McMurdo-sundet den 29. januar 1908 var indsejlingen mod Discovery-basen ved Hut Point blokkeret af havis. Shackleton bestemte sig for at vente et par dage i håb om, at isen ville bryde op. I ventetiden kom førsteofficeren Aeneas Mackintosh ud for en ulykke, som førte til, at han mistede højre øje. Efter at Marshall og Mackay havde udført en akut operation, blev Mackintosh tvunget til at give afkald på pladsen i landgruppen og returnerede med "Nimrod" til New Zealand. Han blev imidlertid tilstrækkeligt restitueret til at vende tilbage med skibet den følgende sæson.
Den 3. februar besluttede Shackleton at ikke vente på, at isen ville sprække op, men i stedet oprette hovedkvarteret ved det nærmest mulige landgangssted, Kapp Royds. Sent om aftenen blev skibet fortøjet, og et egnet sted for ekspeditionens præfabrikerede hytte blev fundet. Stedet lå 20 nautiske mil (37 km) fra Hut Point via søvejen, og uden en mulig rute over land. Udadtil udtrykte Shackleton, at gruppen var "heldige at man fik vinterkvarteret så nær startpunktet [for færden] mod syd", men for sig selv var han bange for, at havet ikke ville fryse tilstrækkeligt, til at gruppen kunne krydse den og begynde rejsen det følgende forår.
De følgende dage blev forsyninger og udstyr bragt i land. Dette arbejde blev vanskeliggjort af dårligt vejr og af kaptajn Englands forsigtighed, idet han flere gange trak skibet ud i bugten for at afvente, at isforholdene ved landsættelsesstedet – efter hans mening – ville bedre sig. Dette gentog sig regelmæssigt de næste fjorten dage og førte til en skarp uenighed mellem Shackleton og kaptajnen. På et tidspunkt bad Shackleton kaptajnen om at bruge sygdom som begrundelse for at træde tilbage, hvilket kaptajnen nægtede. Opgaven med at losse skibet blev ifølge Riffenburgs beskrivelse "latterligt vanskelig", men blev omsider fuldført 22. februar. "Nimrod" sejlede til sidst nordover med kaptajn England uvidende om, at ingeniøren Harry Dunlop havde et brev med sig til ekspeditionens agent i New Zealand, hvor Shackleton bad om en ny kaptajn på næste års returrejse. Dette var en offentlig hemmelighed hos landgruppen. Marshall skrev i sin dagbog, at han var "glad for at have set det sidste af [England] ... hele sagen en forbandet skamplet på vort lands navn!"

#### Bestigelsen af Mount Erebus
Efter "Nimrod"s afrejse brød havisen op og afskar gruppens vej til barrieren, og dermed blev forberedende slædekørsel og udlægning af depoter umuliggjort. Shackleton bestemte sig for at give ekspeditionen noget at beskæftige sig med ved at igangsætte et forsøg på at bestige Mount Erebus.
Dette bjerg, med en højde på 3.794 moh., var aldrig tidligere blevet besteget. En gruppe fra Discovery-ekspeditionen, blandt andre Frank Wild og Ernest Joyce, havde udforsket foden af bjerget i 1904, men havde ikke været højere end omkring 900 m. Hverken Wild eller Joyce deltog i gruppen, som nu skulle forsøge at bestige Erebus. Gruppen bestod af Edgeworth David, Douglas Mawson og Alistair Mackay, mens Marshall, Adams og Brocklehurst skulle danne en støttegruppe. Den 5. marts begyndte opstigningen.
Den 7. marts var de to grupper sammen på omkring 1.700 m, og alle arbejdede videre med toppen som mål. Dagen efter blev hele gruppen forhindret af en snestorm, men om morgenen den 9. marts fortsatte opstigningen; senere den dag blev toppen af det lavere liggende hovedkrater nået. På dette tidspunkt var Brocklehursts fødder så frostskadede, at han ikke kunne fortsætte. Han blev tilbage, mens de andre fortsatte mod det aktive krater, som de nåede efter fire timer. Flere meteorologiske eksperimenter blev udført, og mange stenprøver blev indsamlet, før de foretog en hurtig nedstigning hovedsagelig ved at glide ned ad snebakkerne. Ifølge Eric Marshall var gruppen "nærmest død", da den nåede hytten ved Kapp Royds den 11. marts.

#### Vinteren 1908
Ekspeditionshytten, en præfabrikeret hytte som målte 33×19 fod (10×5,8 m), var klar til brug i slutningen af februar. Den var opdelt i en række dobbeltrum og havde et køkkenområde, et mørkerum, lager og et laboratorium. Ponyerne blev sat i stald bygget på den mest beskyttede side af hytten, mens hundehusene blev placeret nær ved verandaen. Shackletons inddragende lederstil - i modsætning til Scotts - betød, at der ingen afgrænsning var mellem lederne og resten af gruppen - alle boede, arbejdede og spiste sammen. Ifølge geologassistenten Philip Brocklehurst var moralen høj, og han skrev, at Shackleton "havde en evne til at behandle hvert enkelt medlem af ekspeditionen, som om han var værdifuld for den".
I de følgende måneder med vintermørke skrev Joyce og Wild op mod 100 kopier (nøjagtigt antal er ukendt) af ekspeditionens bog, Aurora Australis, hvorav 25-30 kopier blev syet og bundet ved at bruge emballagematerialer. Det vigtigste vinterarbejde var imidlertid forberedelserne til den følgende sæsons store rejser, som inkluderede forsøg på at nå både den geografiske og den magnetiske sydpol. Ved at placere basen i McMurdo-sundet kunne Shackleton igen have den magnetiske sydpol som et mål for ekspeditionen. Shackleton selv skulle lede sydpolrejsen. Det var imidlertid et alvorligt tilbageslag, at fire af de tilbageværende ponyer døde i løbet af vinteren, hovedsagelig fordi de havde indtaget saltholdigt vulkansk sand.

### Den sydlige rejse

#### Fremstødet mod Sydpolen
At Shackleton valgte et firemandshold til rejsen mod Sydpolen var i stor grad bestemt af antallet af levende ponyer. Baseret på sine erfaringer fra Discovery-ekspeditionen havde Shackleton sat sin lid til ponyer frem for hunde til den lange tur. Motorkøretøjet, som gik godt på flad is, kunne ikke bruges på barrierens overflade og blev ikke inddraget i overvejelserne til denne tur. De mænd, som Shackleton valgte til at følge sig, var Marshall, Adams og Wild. Joyce, som med undtagelse af Wild var den med størst erfaring i Antarktis, blev ikke udvalgt, da Marshalls medicinske undersøgelse rejste tvivl om hans fysiske form.
Turen begyndte den 29. oktober 1908, og Shackleton havde beregnet afstanden frem og tilbage til Sydpolen til omtrent 1.494 nautiske mil (2.767 km). Hans oprindelige plan tillod dem at bruge 91 dage tur/retur, hvilket krævede en gennemsnitlig distance på omtrent 16 nautiske mil (30 km) daglig. Efter en langsom start grundet en kombination af dårligt vejr og halte ponyer skar Shackleton den daglige madration ned, således at den totale tilgængelige rejsetid blev 110 dage. Dette krævede et kortere dagligt stræk på omkring 13,5 nautiske mil. Mellem 9. og 21. november havde man god fremdrift, men ponyerne led under den vanskelige overflade på barrieren, og den første af de fire måtte skydes, da gruppen nåede 81°S. Den 26. november blev en ny sydlig rekord sat, da man passerede 82°17', som Scotts sydlige gruppe nåede i december 1902. Shackletons gruppe tilbagelagde afstanden på 29 dage sammenlignet med Scotts 59 dage ved at bruge en rute betydelig øst for Scotts. Man valgte denne rute for at undgå de problemer med ujævnt terræn, som tidligere ekspeditioner havde oplevet.
Efterhånden som gruppen bevægede sig ind i ukendt terræn, blev barriereoverfladen mere ujævn og oprevet. Yderligere to ponyer bukkede under for presset. Bjergene i vest buede sig omkring dem og blokerede ruten videre sydover, og gruppens opmærksomhed blev rettet mod et "flimrende glimt af lys" på himmelen foran dem. Grunden til dette fænomen blev klart den 3. december, da de efter en klatring op over foden af bjergkæden så det, som Shackleton senere beskrev som "en åben vej mod syd, [...] en stor isbræ som gik næsten fra syd til nord mellem to store bjergkæder". Refleksionen af bræens overflade havde forårsaget det store isblink, som tidligere blev observeret på himmelen.
Shackleton døbte denne bræ "Beardmore" efter ekspeditionens hovedsponsor, Sir William Beardmore. Turen over bræen viste sig at blive en udfordring, specielt for den tilbageværende pony "Socks", som havde store problemer med at finde sikkert fodfæste. Den 7. december forsvandt Socks ned i en dyb issprække og var nær ved at tage Wild med i faldet. Heldigvis for gruppen sled ponyens sele sig løs, og slæden, som indeholdt forsyningerne, blev tilbage på overfladen. Men for resten af rejsen syd over og hele hjemturen måtte de nu stole på menneskelig trækkraft.
Efterhånden som rejsen fortsatte, voksede de personlige modsætninger, og Wild udtrykte et personlig ønske om, at Marshall ville "falde ned i en issprække omtrent tusind fod dyb". Marshall skrev, at det at følge Shackleton mod Sydpolen var "som at følge en gammel kvinde. Altid panik". Alligevel blev første juledag fejret med crème de menthe og cigarer. Positionen var da 85°51′S, endnu 249 nautiske mil (461 km) fra Sydpolen, og de bar nu på en knap måneds madforsyning, eftersom de havde sat resten i depoter til hjemturen. De kunne ikke dække den tilbageværende afstand til Sydpolen og tilbage med denne mængde af mad. Shackleton var imidlertid ikke villig til at innrømme, at målet om Sydpolen var tabt, og bestemte sig for at rejse videre ved at skære madrationerne yderligere og dumpe alt bortset fra det vigtigste udstyr.
Anden juledag blev opstigningen af bræen endelig fuldført, og marchen på polarplateauet begyndte. Forholdene gjorde det imidlertid ikke let, og Shackleton beskrev 31. december som den "hårdeste dag vi nogensinde har haft". Næste dag noterede han, at efter at have nået 87°6,5′S havde de slået rekorden både for Nordpolen og Sydpolen (Den nordlige reference var af Peary, som på det tidspunkt havde den nordlige rekord på 87°6′N.). Den dag skrev Wild, at "hvis vi bare havde haft Joyce og Marston her frem for de to irriterende unyttige pylrehoveder (her sigtes til Marshall og Adams), ville vi have klaret det [at nå Sydpolen] let." Den 4. januar indrømmet Shackleton omsider nederlaget og reviderede målet til at komme inden for den symbolske grænse på 100 nautiske mil fra Sydpolen. Gruppen sled sig videre på grænsen af overlevelse frem til 9. januar, da den efter et sidste stykke uden slæder afsluttede rejsen. "Vi har slidt os helt ud, og tallet er 88°23′S", skrev Shackleton. De var 97 nautiske mil fra Sydpolen. Det britiske flag blev behørigt plantet og Shackleton navngav polarplateauet efter Kong Edward VII (tre år senere på sin vej til Sydpolen navngav Amundsen det samme plateau efter Kong Haakon af Norge, men ingen af navnene har overlevet på moderne kort).

#### Tilbageturen
Gruppen returnerede hjemover efter 73 dages rejse syd over. Rationerne var blevet reduceret flere gange for at forlænge rejsen ud over det oprindelige estimat på 110 dage. Shackleton tog nu sigte på at nå Hut Point i løbet af 50 dage, fordi ifølge Shackletons forudgående ordre skulle "Nimrod", efter at have returneret for at hente ekspeditionen hjem, rejse senest 1. marts. De fire mænd var nu mere eller mindre fysiske vrag, men på vej nord over gennemførte de imponerende dagsmarcher og nåede kanten af bræen den 19. januar. Da de begyndte nedstigningen, havde de mad til fem dage med halv ration, som skulle vare frem til depotet i nederste del af bræen; under opstigningen havde den samme distance taget 12 dage. Shackletons fysiske tilstand blev nu en stor bekymring, men "jo værre han følte sig, desto hårdere trak han" ifølge Adams.
Depotet blev nået 28. januar. Wild, som var syg af dysenteri, var ikke i stand til at trække eller spise noget andet end kiks, og kiks var en mangelvare. Den 31. januar pressede Shackleton Wild til at spise sin egen morgenmadskiks, en handling som fik Wild til at skrive: "Ved Gud, det skal jeg aldrig glemme. Tusindvis af pund kunne ikke have købt den ene kiks". Nogle dage senere blev resten af gruppen slået ud af alvorlig enteritis efter at have spist fordærvet ponykød. Til trods for dette måtte de fortsat opretholde fremdriften; under marchen mellem depoterne havde de så lidt mad, at en forsinkelse kunne blive fatal. Til alt held gjorde stærk vind det muligt at bruge vindsejl til at holde en god marchhastighed.
"Vi er så tynde, at benene smerter, når vi ligger på den hårde sne", skrev Shackleton. Fra 18. februar og fremover begyndte de at gense kendte landemærker, og den 23. februar nåede de Bluff-depotet, som til deres store lettelse var blevet rigelig fyldt op af Ernest Joyce. Udvalget af delikatesser udover kasserne med de sædvanlige forsyninger blev nedskrevet af Shackleton: "Carlsbadblommer, æg, kager, plum pudding, ingefærbrød og kandiseret frugt". Wilds lakoniske kommentar var "Gode gamle Joyce".
Madproblemerne var nu løst, men de måtte fortsat sørge for at nå tilbage til Hut Point før fristen den 1. marts. Den sidste etape af rejsen blev afbrudt af en snestorm, som tvang dem til at opholde sig i lejren i 24 timer. Den 27. februar, endnu 33 nautiske mil (61 km) fra sikkerhed, kollapsede Marshall. Shackleton bestemte da, at han og Wild skulle gøre et forsøg på at nå Hut Point i håb om at finde skibet og holde det tilbage, indtil de to andre var blevet reddet. De nåede hytten sent den 28. februar. I håb om, at skibet var i nærheden forsøgte de at få dets opmærksomhed ved at sætte ild på en lille træhytte, som blev brugt til magnetiske observationer. Kort tid efter kom "Nimrod", som havde ankret op ved brætungen, til syne: "Intet skønnere syn havde nogensinde mødt en mands øjne" skrev Wild senere. Det tog yderligere tre dage, før Adams og Marshall kunne blive hentet ud fra barrieren, men den 4. marts var hele den sydlige gruppe ombord, og Shackleton kunne beordre fuld fart nord over.

### Den nordlige gruppe
Under forberedelsene til den sydlige rejse gav Shackleton instruktioner til Edgeworth David om at lede en nordlig gruppe til Victoria Land for at udføre magnetiske og geologiske arbejder. Gruppen skulle forsøge at nå den magnetiske sydpol og skulle udføre en fuld geologisk undersøgelse i McMurdo Dry Valleys. Området med de tørre dale (snefrie) i de vestlige bjerge var blevet opdaget under Scotts vestlige rejse i 1903, men var endnu ikke blevet ordentligt undersøgt. Davids gruppe bestod foruden af ham selv af Douglas Mawson og Alistair Mackay. De skulle benytte sig af menneskelig trækkraft, og hundene blev tilbage på basen for at blive brugt ved udlægning af depoter og andet rutinearbejde. Gruppen havde ordre om at plante Union Jack på den magnetiske sydpol og at tage Victoria Land i besiddelse på vegne af det Britiske Imperium. Efter flere dages forberedelser startede de rejse den 5. oktober 1908, og de blev trukket de første kilometer af motorkøretøjet.
På grund af havisens tilstand og dårligt vejr var fremdriften yderst beskeden i starten. Ved udgangen af oktober havde de krydset McMurdo-sundet og avancerede 60 miles (100 km) op over den vanskelige kyst ved Victoria Land, hvor de havde besluttet at koncentrere alle deres forsøg på at nå den magnetiske sydpol. Efter gennemrejsen over Nordenskiöld istunge og den forræderiske Drygalski-bræ var de endelig i stand til at forlade kysten og svinge med nordvest i retning af den magnetiske sydpols omtrentlige beliggenhed. Før dette havde David et uheld, da han faldt ned i en issprække, men blev reddet af Mawson.
Vejen op til indlandsplateauet gik via en labyrintisk isbræ (senere navngivet Reevesbræen efter Royals Geographical Societys kortkurator), som bragte dem til en hård overflade af sne den 27. december. Dette gjorde dem i stand til at bevæge sig raskere fremad med en hastighed på omkring 10 nautiske mil (18,5 km) dagligt, mens de foretog magnetiske observationer. Den 16. januar viste disse observationer, at de var omkring 13 nautiske mil (24 km) fra den magnetiske sydpol. Næste dag, den 17. januar, nåede de deres mål og fastsatte den magnetiske sydpols position til 72° 15'S, 155° 16'Ø i en højde på 7.260 fod (2.210 m). Ved en beskeden ceremoni tog David formelt området i besiddelse på vegne af det Britiske Imperium.
Udslidte og med kun lidt mad stod gruppen over for en tilbagerejse på 250 nautiske mil (460 km) med bare 15 dage til rådighed, hvis de skulle nå det forhåndsaftalte møde med "Nimrod" ved kysten. Til trods for den stadig svækkede fysiske tilstand opretholdt de deres daglige stræk, og den 31. januar var de 16 nautiske mil (30 km) fra det aftalte mødested. Dårlig vejr førte imidlertid til, at de blev forsinkede og ikke nåede mødestedet før den 2. februar. Den nat passerede "Nimrod" dem i et heftigt snevejr, ude af stand til at finde lejren. To dage senere, efter at "Nimrod" var vendt syd over igen, blev gruppen imidlertid opdaget fra skibet. De var nu i stand til at komme ombord i sikkerhed, selv om Mawson faldt 5,5 m ned i en issprække i kaosset med at komme ombord. Gruppen havde rejst i fire måneder og gik i det samme tøj, som de havde haft ved afrejsen fra Kapp Royds; angivelig var "lugten overvældende". Før denne opsamling havde "Nimrod" opsamlet en gruppe bestående af Priestley, Brocklehurst og Bertram Armytage, som havde udført geologiske arbejder i området ved Ferrarbræen.

## Efterspil
Den 23. marts 1909 ankom Shackleton til New Zealand og skrev en rapport på 2.500 ord til Daily Mail i London, som han havde en eksklusiv kontrakt med. Fra polarforskere, deriblandt Nansen og Amundsen, modtog Shackleton anerkendelse og stor ros, mens reaktionen fra Royal Geographical Society var mere afmålt. Den tidligere præsident, sir Clements Markham, udtrykte under private forhold sin mistro til Shackletons hævdede sydlige rekord. Da Schackleton den 14. juni ankom til Londons Charing Cross station, blev han imidlertid mødt af RGS-præsident Leonard Darwin, en temmelig modvillig kaptajn Scott og en stor, begejstret folkemængde.
Grunden til at der blev rejst tvivl om den sydligste position var, at efter 3. januar blev alle beregninger af positionerne udført efter bestikregning, som baserer sig på retning, hastighed og medgået tid. Den sidste observation den 3. januar havde angivet breddegraden som 87°22′. Shackletons tabel over distancer viser, at de over de næste tre dage dækkede en afstand på lidt over 40 nautiske mil (74 km) for at nå et estimeret 82°7' den 6. januar, før de blev opholdt i to dage af en snestorm. Den 9. januar viser tabellen, at gruppen rejste fra sin sidste lejr og yderligere 16 nautiske mil (30 km) for at nå sit sydligste punkt og den samme distance tilbage til lejren. Denne afstand på én og samme dag var langt mere end for nogen anden etape på rejsen. Shackleton forklarede, at dette var en strækning "halvt løbende, halvt gående", ikke begrænset af slæden eller andet udstyr. Hver af de fire mænd bekræftede sin opfattelse af den opnåede breddegrad uafhængig af hinanden, og ingen gav senere nogen grund til, at hans ord skulle drages i tvivl.
Shackleton fik hurtigt officiel anerkendelse i form af udnævnelse til Commander of the Royal Victorian Order af kongen, som senere adlede ham. RGS tildelte ham en guldmedalje, godt nok med en reservation: "Vi vil ikke foreslå at lave medaljen så stor som den, som blev tildelt kaptajn Scott", blev det udtalt fra officielt hold. Selv om han var en helt i publikums øjne, fik Shackleton ikke den rigdom, han havde forventet. De voksende omkostninger ved ekspeditionen og behovet for at møde lånegarantier gjorde, at han måtte reddes fra finansiel ydmygelse ved et statlig stipendium på 20.000 pund.
"Farthest South"-rekorden, som Nimrod-ekspeditionen satte, stod i mindre end tre år, til Amundsen nåede Sydpolen den 14. december 1911. For sin banebrydende bedrift modtog Shackleton hyldest fra Amundsen: "Det Nansen er for nord, er Shackleton for syd". Derefter blev Shackletons ambitioner for Antarktis udfriet med en transkontinental krydsning, som han forsøgte uden held med Endurance-ekspeditionen i 1914-17. Hans status som en ledende figur i den heroiske tidsalder for antarktiskudforskning blev imidlertid sikret. Andre medlemmer af Nimrod-ekspeditionen opnåede også berømmelse og positioner i de følgende år. Edgeworth David, Adams, Mawson og Priestley blev alle på et tidspunkt adlet, og de to sidstnævnte fortsatte deres polarindsatser på senere ekspeditioner, selv om ingen af dem drog sydover med Shackleton igen. Mawson ledede den australasiatiske antarktisekspedition i 1911-13, og Priestley var en del af Terra Nova-ekspeditionens videnskabelige hold. Frank Wild var næstkommanderende for "chefen" på Endurance-ekspeditionen og på den korte Shackleton-Rowett-ekspeditionen, hvor han overtog kommandoen efter Shackletons død på Syd-Georgia i 1922. Ti år efter returen fra Antarktis blev "Nimrod" knust til pindebrænde i Nordsøen efter at være gået på grund ved Barber Sands ud for kysten af Norfolk den 31. januar 1919. Kun to af mandskabet på tolv overlevede.